# Souaflia
Souaflia est une commune de la wilaya de Mostaganem en Algérie.

## Démographie
Selon le recensement général de la population et de l'habitat de 2008, la population de la commune de Souaflia est évaluée à 17 223 habitants contre 14 356 en 1998.